# Дубовка (приток Елани)
Дубовка — река в России, протекает по Терновскому району Воронежской области. Устье реки находится на 99-м км по правому берегу реки Елань. Длина реки составляет 17 км. Площадь водосборного бассейна — 112 км².
Берёт начало у урочища Дубрава в посёлке Дубровка.
На водотоке сооружено множество запруд.

## Данные водного реестра
По данным государственного водного реестра России относится к Донскому бассейновому округу, водохозяйственный участок реки — Савала, речной подбассейн реки — Хопер. Речной бассейн реки — Дон (российская часть бассейна).
Код объекта в государственном водном реестре — 05010200312107000007270.